# Maurizio Martusciello
Maurizio Martusciello, noto anche con lo pseudonimo di Martux_m (Napoli, 2 settembre 1961), è un musicista, compositore e produttore discografico italiano di musica elettronica.

## Biografia
Nato a Napoli nel 1961, nei primi anni '80 studia percussioni al Liceo Musicale di Napoli.
Nel 1995 pubblica in duo con Elio Martusciello il CD Meta-Harmonies, un omaggio all'artista visivo svizzero a Jean Tinguely. 
Nel 2000 pubblica il primo lavoro in solo, dal titolo “Unsettled Line” opera di Musica concreta ispirata all’opera poetica di Claudio Mutini. 
Lo stesso anno fonda con Filippo Paolini aka Økapi il duo Metaxu e pubblica il Cd Metaxu, cui segue nel 2003 il concept-album sulla atrocità della guerra dal titolo “Rumors of War”.
Nel 2001 è invitato in Francia per un Composer in Residence presso il Centro di Ricerca di Albi (G.M.E.A., Groupe de Musique Electro-Acoustique di Albi). Negli studi francesi del GMEA compone “Dissectio” un'opera di musica concreta.
Nel 2001 fonda il duo Z.E.L.L.E. con Nicola Catalano, un duo di minimalismo digitale elettronico pubblicando il Cd "Nth" seguito nel 2003 dal secondo Cd dal titolo "Rjctd”. 
Nel 2002 fonda con Filippo Paolini aka Økapi e Massimo Pupillo il gruppo Dogon, pubblicando il Cd "Before and after Dogon" a cui segue nel 2003 “Who is playing shadow of whom?”. Partecipa al progetto discografico "Koiné" con Rita Marcotulli, Entra a far parte del gruppo insieme ad Arto Tuncboyaciyan percussioni, Andy Sheppard ai sassofoni, Anders Jormin al contrabbasso, Philippe Garcia alla batteria e a Gianmaria Testa.
Dal 2003 al 2005 è curatore e direttore artistico di Sensoralia, rassegna di arte elettronica audiovisiva del Romaeuropa Festival, presso il Teatro Palladium di Roma.
Nel 2003 progetta due installazioni audiovisive: "Exceptio" commissionata dal Comune di Roma, nel suggestivo luogo delle Terme di Diocleziano, e "Fronte d'Onda" per la Fondazione Armellini.  Numerose le collaborazioni con gruppi di arte audiovisiva, con il gruppo di cinema sperimentale Canecapovolto e Atelier MTK (Marsiglia) e Metamkine e Skoltz_Kolgen. Compone lavori per la Radio Nazionale Italiana RAI RadioTre, per Journees Electro-Radio Days Canadese e per la televisione suonando nella trasmissione Mediamente. 
Nel 2004 è invitato alla Biennale Musica di Venezia presentando il progetto X-Scape. Con il compositore di musica contemporanea Giorgio Battistelli  nasce il lavoro “Experimentum Mundi Remix”, che viene presentato in prima mondiale all'Auditorium Parco della Musica di Roma nella serata elettronica del Festival RomaEuropa 2004. Nello stesso anno è invitato al Sonar di Barcellona.
Nel 2005 pubblica il Cd “Exceptio”, colonna sonora dell'omonima installazione. Nel 2006 dalla collaborazione con Enrico Ghezzi nasce un progetto performativo audio-visivo dal titolo "Fuorioraria: D(r)rive Out Of Time", una performance realizzata in un classico "Blob Style".
Nel 2007 in duo con Mario Masullo con lo pseudonimo XM pubblica un LP di estetica, minimal techno dal titolo “Woy Out Lines” a cui segue nello stesso anno il vinile dal titolo "Gimme Some Truth". 
Sempre nel 2007 torna a collaborare con l’artista visivo Mattia Casalegno con cui realizza l’opera audiovisiva dal titolo: “X-SCAPE” che viene presentata per la prima volta come installazione multischermo presso l’Auditorium Parco della Musica di Roma e di cui successivamente viene pubblicato un DVD.
Lo stesso anno crea il progetto elettroacustico Gazelab , una produzione Auditorium Parco della Musica, un progetto live in omaggio alla prestigiosa etichetta tedesca ECM.  A completare il progetto live, alcuni tra i migliori musicisti di area ECM: Jon Hassell, Terje Rypdal, Jon Balke, Anja Lechner, Miki N'Doye.
Ancora nel 2007 elabora il cd Strade: soundscapes, allegato all'opera narrativa di Tommaso Ottonieri Le strade che portano al Fùcino (ed. Le Lettere Fuoriformato, introduzione di Enrico Ghezzi), che include campionamenti della voce dell'autore; performances "a quattro mani" soprattutto da questo materiale hanno luogo, fra il 2005 e il 2007, presso la Fondazione Morra di Napoli, e presso il Teatro Comunale di Monfalcone nell'ambito del Festival internazionale "Absolute Poetry - October Poetry Festival".
Risale al 2008 il suo primo progetto in duo con il pianista Danilo Rea con cui realizza il CD "Reminiscence", in cui i due, partendo dalle contaminazioni tra jazz, lirica, e l’elettronica, riescono a creare una musica governata dal solo lirismo e dalla pura ispirazione.
Nel 2009 crea e pubblica a proprio nome il progetto “About in a Silent way”, una reinterpretazione elettronica originale del famoso album di Miles Davis. Quattro musicisti lo accompagnano in questo progetto: il trombettista Fabrizio Bosso, il sassofonista Francesco Bearzatti, il chitarrista Eivind Aarset, il contrabbassista Aldo Vigorito.
Nel 2010 partecipa come unico artista italiano alla prima edizione della mostra internazionale di arte digitale DigitalLife insieme ad artisti internazionali come Ryuichi Sakamoto.
Realizza, sempre insieme a Mattia Casalegno, un'installazione audiovisiva per la Fondazione Roberto Capucci dal titolo “Il gesto sospeso” presso il Tempio di Adriano a Roma. L’installazione esplorava il tema della metamorfosi.

Con la Martux_m Crew (con Enzo Varriale - Alias Zeno e Gianpasquale Rina - Alias Kocleo) pubblica nel 2013 il Cd “Imagine”. Un concept album di suoni pensato sul testo della famosa canzone di John Lennon e concepito come elogio dell’immaginazione e atto d’amore verso uno dei massimi inni di pace del secolo scorso. In questo progetto musicale si intersecano sonorità elettroniche e sonorità acustiche. Insieme a lui suonano Fabrizio Bosso (tromba), Francesco Bearzatti (sassofono) e Eivind Aarset (chitarra).
Nel 2015, sempre con la Martux_m Crew, realizza una collaborazione con il trombettista e compositore tedesco Markus Stockhausen con il quale pubblica l'Ep di musica elettronica "Atlas". Nello stesso anno viene anche pubblicato il cd "My Love Supreme” con la Martux_m Crew e Francesco Bearzatti. Un album di New Jazz elettronico, omaggio al famoso album di “A Love Supreme” di John Coltrane che fa seguito all’omaggio a Miles Davis pubblicato nel 2009.
Nel 2017 realizza, insieme a Mattia Casalegno, il progetto audivisuale “Intervallo” in collaborazione con l’Ambasciatore d’Italia a Sofia, Stefano Baldi. Intervallo è un omaggio alla storia e alla cultura d’Italia attraverso una sequenza di immagini, di paesaggi e di monumenti italiani che hanno fatto da sfondo ad una originale composizione di musica elettronica.
Nel 2019 realizza il progetto “Apollo 11 Reloaded”, un’orchestrazione elettronica per i 50 anni di Apollo 11, la missione spaziale che per la prima volta ha permesso all’uomo di mettere piede sulla luna. Il relativo disco è stato prodotto dalla Parco della Musica Records e sostenuto da ASI, Agenzia Spaziale Italiana. e comprende anche una reinterpretazione elettronica di due brani che più di tutti hanno interiorizzato gli anni dei primi voli spaziali; Us and Them dei Pink Floyd da The Dark Side of the Moon e Space Oddity di David Bowie.
Nel 2019 con la partecipazione dell'Ambasciata della Comunità Europea in Ruanda realizza in collaborazione con Danilo Rea lo spot "Listen to coffee" per Illy Caffè. Lo spot è stato realizzato durante una permanenza di un mese in Ruanda, dove sono state campionate tutte le sonorità legate alle differenti fasi di produzione del caffè, ed è stato presentato con un concerto live in occasione dell'international Coffeee Day presso il Lincoln Center di New York. 
Maurizio Martusciello ha suonato e collaborato con musicisti e gruppi quali Michiko Hrayama, Wolfgang Fuchs, Fernando Grillo, MEV (Musica Elettronica Viva), Dagmar Krause, Tim Hodgkinson, Chris Cutler, Yoshihide Otomo, Giorgio Battistelli, Danilo Rea, Markus Stockhausen.
Ha suonato al Villette Numérique, nel 2004, in Parigi e alla Biennale Musica in Venezia. Ha partecipato al MUTEK Festival, al Sonar Festival, al Romaeuropa Festival e AltaRoma Festival.

## Discografia
- 1995 - Meta-Harmonies (con Elio Martusciello) (Staalplaat)
- 1996 - The answering machine solution (con Elio Martusciello, Fabrizio Spera, Luca Venitucci, Tim Hodgkinson) (Staalplaat)
- 1998 - Dentro (Gruppo Ossatura) (con Elio Martusciello, Fabrizio Spera, Luca Venitucci, Tim Hodgkinson) (ReR Megacorp)
- 2000 - Unsettled Line (Metamkine)
- 2000 - Metaxu (duo Metaxu) (con Filippo Paolini aka Okapi) (Plate Lunch)
- 2001 - ZELLE (duo Z.E.L.L.E.) (con Nicola Catalano) (12k/Line)
- 2002 - Before and after Dogon (Gruppo Dogon) (con Filippo Paolini aka Okapi, Massimo Pupillo) (Stereosupremo)
- 2003 - Rumors of War (duo Metaxu) (con Filippo Paolini aka Okapi, Massimo Pupillo) (No Type)
- 2003 - Vittime Innocente’’ (collettivo Avatar 41) (Defrag Sound Processing)
- 2004 - Dissectio (Stichting Mixer)
- 2005 - Exceptio (Defrag Sound Processing)
- 2007 - Woy Out Lines (pseudonimo XM) (Defrag Sound Processing)
- 2007 - X-Scape (con Mattia Casalegno) (DVD - PERSISTENCE BIT)
- 2007 - Gimme Some Truth (pseudonimo XM) (con Mario Masullo) (Kalk Pets)
- 2008 - Reminiscence (con Danilo Rea) (Parco della Musica Records)
- 2009 - About A Silent Way (The Complete Studio Sessions) (con Fabrizio Bosso, Francesco Bearzatti, Eivind Aarset, Aldo Vigorito) (Itinera)
- 2011 - Silence (con Danilo Rea e Paolo Damiani) (La musica di Repubblica - L'Espresso)
- 2013 - Imagine (con Fabrizio Bosso, Francesco Bearzatti, Eivind Aarset) (Parco della Musica Records)
- 2015 - Atlas (EP) (con Markus Stockhausen, Martux_m Crew) (Resiliens Recordings)
- 2015 - My Love Supreme (con Martux_m Crew, Paul Brousseau, Francesco Bearzatti) (Musica Jazz)
- 2019 - Apollo 11 reloaded (con Markus Stockhausen, Martux_m Crew) (Parco della Musica Records)